# Maroua II
Maroua II es un municipio del departamento Diamaré de la región del Extremo Norte, Camerún. En noviembre de 2005 tenía una población censada de 108 902 habitantes.
Se encuentra ubicado cerca de la frontera con Nigeria y Chad.
La ciudad toma su nombre de la comunidad Marwa (pronunciado 'Marva' en guiziga), primer municipio instalado en la localidad a la llegada de los colonos alemanes. La pronunciación se afrancesó a 'Maroua' cuando se fueron los colonos alemanes y llegaron los franceses.